# Aniseia martinicensis
Espèce
Statut de conservation UICN

LCIUCN3.1 : Préoccupation mineure
Aniseia martinicensis est une espèce de plantes à fleurs de la famille des Convolvulaceae. C'est une herbe grimpante originaire d'Amérique subtropicale et tropicale. Elle a été introduite dans les régions tropicales et subtropicales des îles du Pacifique, en Australie, en Asie et en Afrique. Elle est généralement consommée comme légume complémentaire. Même si elle pousse dans le monde entier, dans une variété d'habitats. C'est une plante rare.

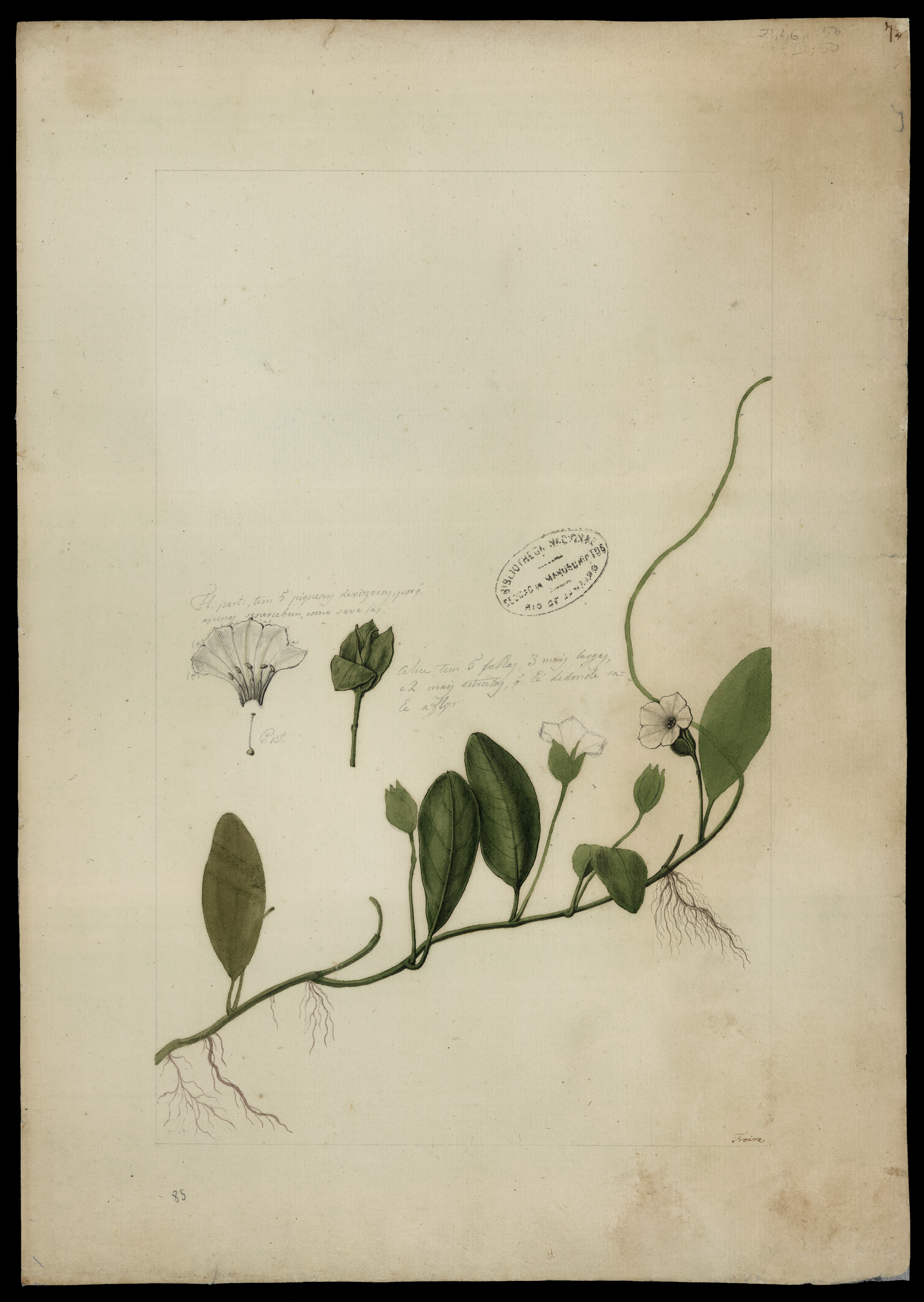
Aniseia martinicensis dans Coleção Brasiliana Iconográfica.

## Description
L'espèce est un liane, avec une tige herbacée. La tige peut être lisse à peu poilue. Les feuilles glabres sont étroitement lancéolées, avec une base obtuse à aiguë et un sommet obtus et mucroné, une marge entière et 4 à 8 cm de long. Les fleurs acuminées sont principalement solitaires à la base des feuilles, avec des pédoncules de 5 cm de long. Cinq sépales largement ovales, où les 2 extérieurs sont plus larges que les 3 intérieurs et mesurent environ 12 à 17 mm de long. Les corolles blanches sont campanulées et mesurent environ 25 à 30 mm de long. Les fruits sont ovoïdes et capsulaires, d'environ 2 cm de long, et sont sous-tendus par le calice élargi. Les graines sont noirs et lisses.
Au Bangladesh, il fleurit de septembre à novembre.

## Distribution
La plante est originaire d'Amérique tropicale et subtropicale mais est largement introduite/naturalisée dans les autres parties sub/tropicales du monde. Les pays et régions dont il est originaire sont : Argentine (nord-est) ; Brésil (nord, nord-est, sud, sud-est, centre-ouest) ; Paraguay ; Bolivie; Pérou; Équateur; Colombie; Venezuela; Guyane; Surinam ; Guyane Française; Panama; Costa Rica; Trinité-Tobago ; Nicaragua; Îles du Vent ; Le Salvador; Honduras; Guatemala; Mexique (Golfe, Sud-Est, Sud-Ouest); Îles sous le vent ; Bélize ; République dominicaine; Jamaïque; Porto Rico; Haïti; Cuba; États-Unis (Floride).
Les pays et régions où elle est enregistrée comme présente en tant que plante naturalisée/introduite sont :  Tonga ; Fidji ; Îles Salomon ; Australie ( Queensland, Territoire du Nord ; Papouasie Niugini (est de la Nouvelle-Guinée ) ; Îles Caroline ; Indonésie ( Papouasie occidentale, Moluques, Sulawesi, Kalimantan, Jawa, Sumatera ) ; Philippines ; Nansei-shoto/ Îles Ryukyu ; Malaisie ( Sabah, Sarawak, Malaisie péninsulaire ) ; Thaïlande ; Cambodge ; Vietnam ; Laos ; Myanmar ; Inde (y compris Assam ) ; Himalaya oriental ; Bangladesh ; Népal ; Sri Lanka ; Madagascar ; Mozambique ; Tanzanie ; République du Congo/Congo-Kinshasa ; République centrafricaine ; Angola ; Tchad ; République du Congo /Congo-Brazzaville ; Cameroun ; Niger ; Nigeria ; Gabon ; Bénin ; Ghana ; Côte d'Ivoire ; Libéria ; Guinée ; Sierra Leone ; Sénégal ; Guinée-Bissau

## Habitat et écologie
La plante pousse dans une variété d'habitats, d'humides à secs et semi-arides, y compris les forêts inondées et les prairies, de 0 à 499 m d'altitude,.
Il pousse comme une annuelle, le long des crêtes marécageuses dans les marécages, nécessitant un sol humide, il est souvent abondant dans les rizières, a tendance à être plus commun près des côtes, on peut également le trouver dans les forêts de feuillus, les prairies et les zones intertidales marines.
Dans le district de Manikganj, au centre du Bangladesh, le taxon se trouve dans un petit nombre de zones en jachère des fermes et est considéré comme en danger critique d'extinction.

## Conservation
Comme indiqué en haut à droite, la plante est classée dans la catégorie Préoccupation mineure pour la conservation. Il est largement répandu dans le monde sans aucune menace connue. Cependant c'est une plante rare et donc un niveau d'inquiétude lui est conféré.

## Noms vernaculaires
- bejuco de pescado (espagnol argentin) [7]
- whitejacket ( anglais américain ) [8]
- ânnda:t trâkuët (="la langue de varan", faisant allusion à la forme des feuilles ressemblant aux langues des varanides, langue khmère ) [9]
- shadamati (bengali, Bangladesh) [3]

## Les usages
Les feuilles de l'espèce sont parfois cueillies comme légume, notamment en Indonésie et en Malaisie. Les graines sont utilisées dans un système de médecine traditionnelle.
Au Cambodge, pendant les années de famine des Khmers rouges, la plante entière, tige comprise, était cuite et consommée. Il est encore utilisé comme légume d'appoint (lorsque la diversité des aliments est souhaitée) dans le 'village inondé' (de maisons sur pilotis ) de Peam Ta Our, dans la plaine inondable de Tonlé Sap, district de Puok, province de Siem Reap, il est consommé cru ou cuit dans des soupes.

## Histoire
Cette espèce a été nommée par le botaniste suisse Jacques Denys Choisy (1799-1859) en 1837. Choisy était, en plus d'être botaniste, membre du clergé et théologien/philosophe. La description de l'espèce a été publiée dans les Mémoires de la Société de Physique et d'Histoire Naturelle de Genève (Genève & Paris). Le nom de Choisy a remplacé celui du botaniste néerlando-autrichien Nikolaus Joseph von Jacquin (1727-1817), qui a nommé les taxons Convolvulus martinicensis en 1763.